# Parque da Cidade Dom Nivaldo Monte
O Parque da Cidade Dom Nivaldo Monte, ou simplesmente Parque da Cidade, é um parque urbano localizado na cidade de Natal, no estado brasileiro do Rio Grande do Norte. O parque foi inaugurado em 21 de julho de 2008 com projeto arquitetônico de Oscar Niemeyer.

## O parque

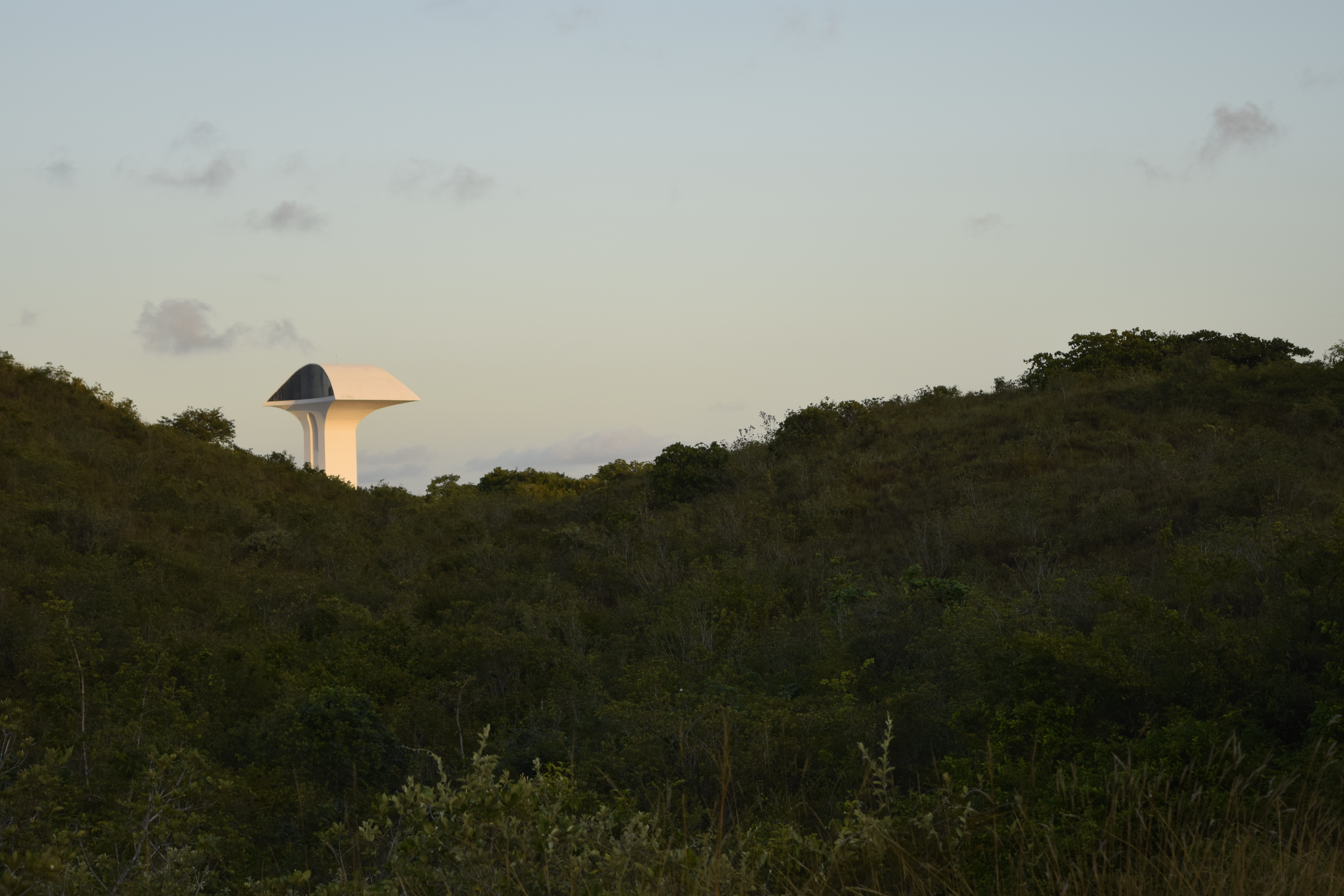
A vegetação do Parque

Projetado pelo arquiteto Oscar Niemeyer, sua filha Anna Maria Niemeyer e também o arquiteto paulista Jair Valera, deve seu nome a Nivaldo Monte, bispo brasileiro e arcebispo da cidade. O parque ocupa 64 hectares, localizado entre os bairros de Candelária, Cidade Nova e Pitimbu.
É a primeira Unidade de Conservação Municipal objetivando preservar uma das principais áreas de recarga de água subterrânea da capital potiguar, constituindo uma das mais belas paisagens dunares do Rio Grande do Norte. Sua estrutura abrange dois estacionamentos (Leste-Oeste), dois pórticos de entrada, cinco trilhas pavimentadas (6,5 km), quatro unidades de descanso, quatro baterias de banheiros, biblioteca, auditório, centro de educação ambiental, um monumento com 45 metros de altura, constituindo memorial da cidade e mirante.

## Interdição

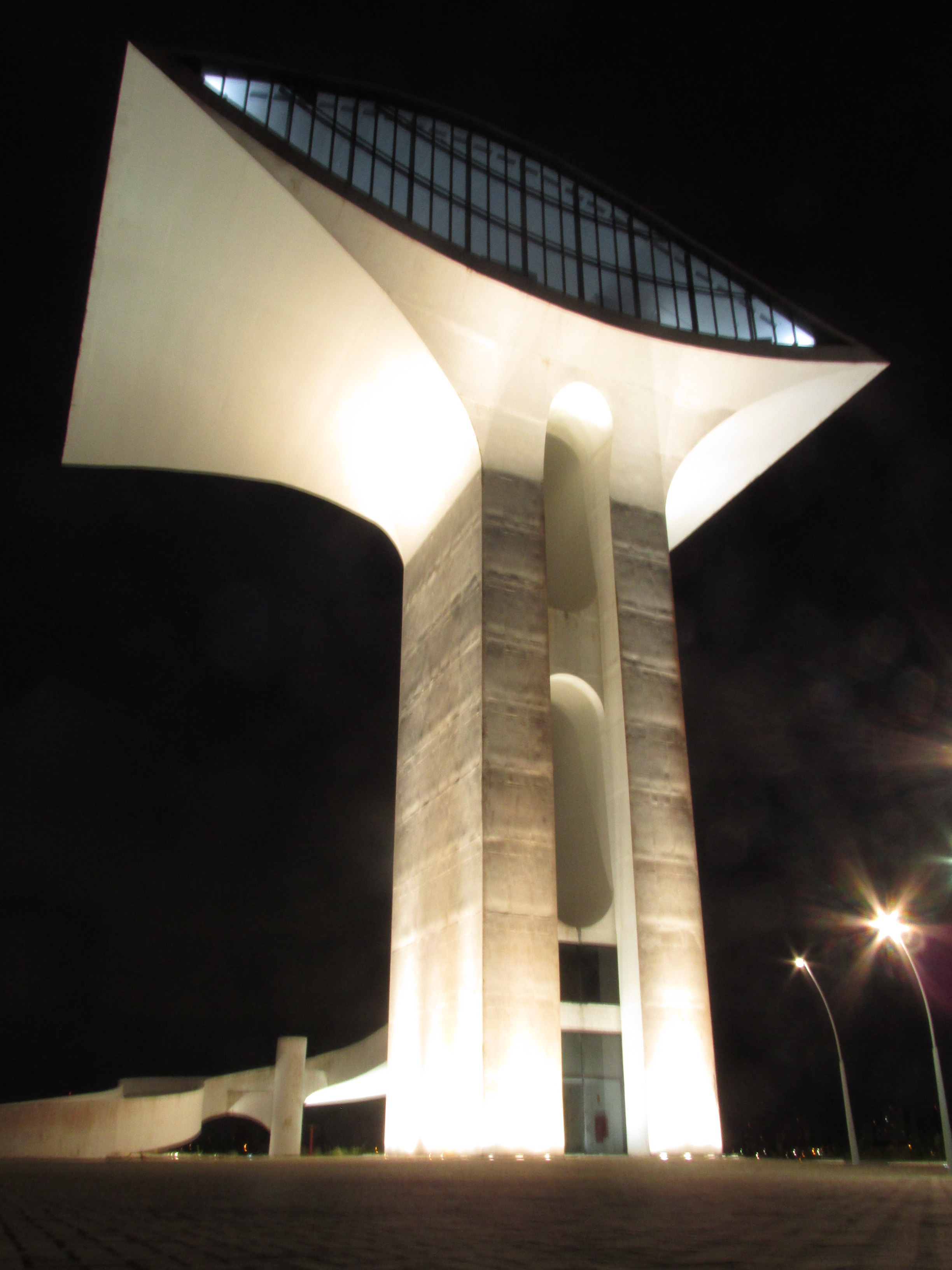
Mirante de 45 metros de altura. No topo, acessível por elevador, há um memorial histórico da cidade.

Inaugurado em junho de 2008 pelo então prefeito de Natal, Carlos Eduardo Alves, o parque passou poucos meses à disposição da população com algumas obras ainda inacabadas. Com a chegada da nova gestão, em janeiro de 2009, o parque foi interditado por diversos fatores, inclusive a falta de uma previsão financeira, por parte da antiga gestão, para manter o funcionamento do local. Entretanto, passados quatro anos, o parque ainda nunca foi totalmente concluído e o mirante nunca retornou ao funcionamento. O mesmo foi reinaugurado em junho de 2014 pelo prefeito Carlos Eduardo Alves.